# Remptendorf

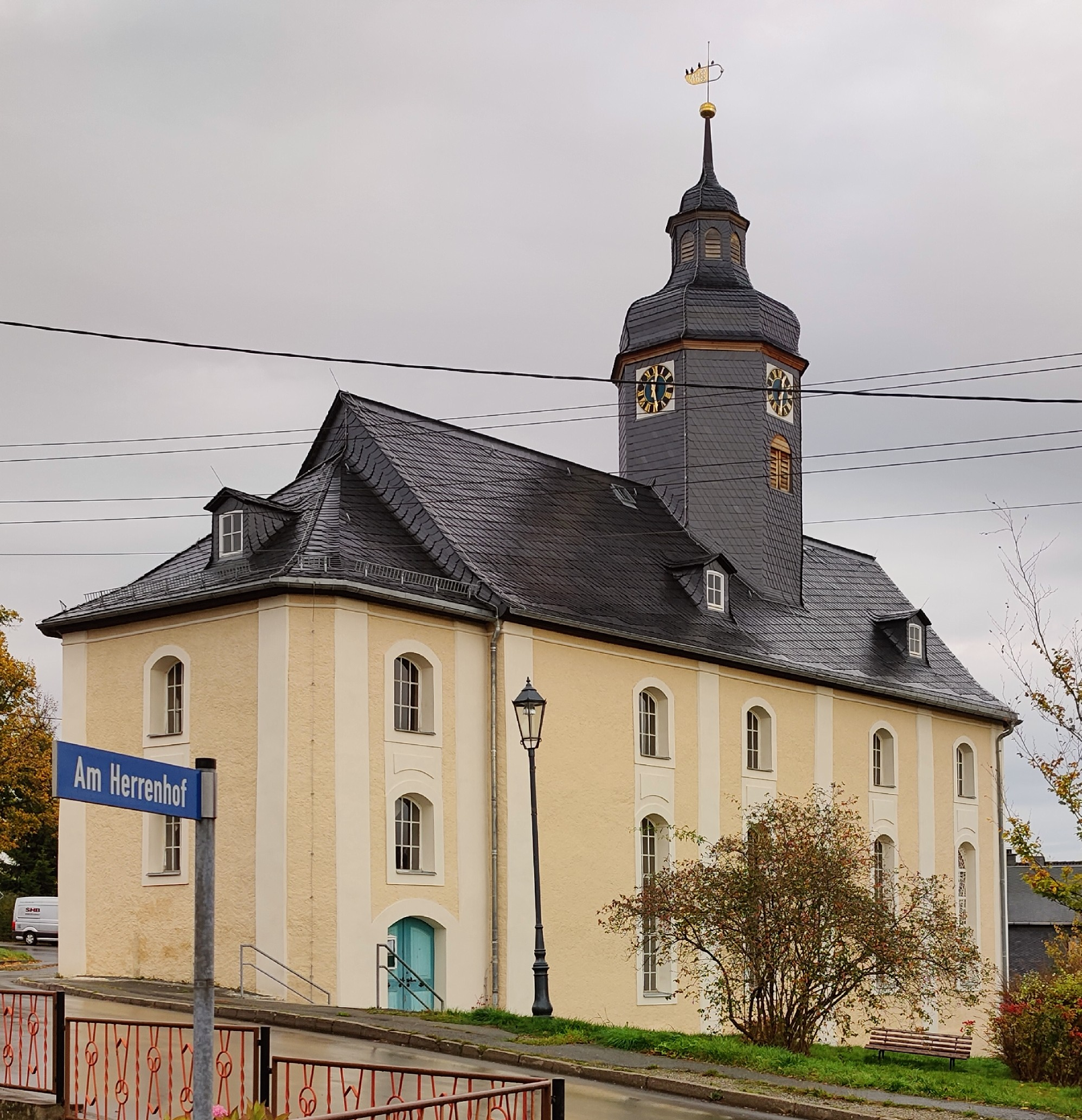
Evangelische Kirche (2022)

Remptendorf ist eine Gemeinde im Saale-Orla-Kreis in Thüringen. Sie hat etwa 3300 Einwohner in 14 Ortsteilen.

## Geografie

### Gemeindegliederung
In Klammern = urkundliche Ersterwähnung
Zur Gemeinde gehören neben Remptendorf (14. August 1325) (mit Karolinenfield (1790)) die Gemeindeteile
| - Altengesees (18. November 1368) - Burglemnitz (17. Dezember 1413) - Eliasbrunn (1071) - Gahma (8. Juni 1402) (mit Zschachenmühle) - Gleima (30. April 1417) - Liebengrün (1377) - Liebschütz (19. Juni 1258) | - Lückenmühle (1624) (mit Rödern (1494)) - Rauschengesees (16. April 1120) - Ruppersdorf (17. Dezember 1413) - Thierbach (28. Januar 1264) - Thimmendorf (6. Mai 1296) - Weisbach (31. Juli 1347) |

### Nachbargemeinden
Angrenzende Gemeinden sind (im Uhrzeigersinn) Ziegenrück, Eßbach, Schleiz (Stadt), Saalburg-Ebersdorf (Stadt), Bad Lobenstein (Stadt), Wurzbach (Stadt), Leutenberg (Landkreis Saalfeld-Rudolstadt), Drognitz (Landkreis Saalfeld-Rudolstadt) und Altenbeuthen (Landkreis Saalfeld-Rudolstadt).

## Geschichte
Die erste urkundliche Erwähnung des Ortes Remptendorf stammt aus dem Jahre 1325, damals noch als Reinbotindorf. Im 15. Jahrhundert waren 2 Rittergüter im Kirchenregister gelistet, Reste davon sind noch heute vorhanden.
Eine Burgstelle liegt inmitten des Ortsteils Liebschütz. 1793 errichtete Friedrich von Hake wohl auf den Grundmauern der mit einem Wassergraben geschützten Befestigung ein nach ihm benanntes Schlösschen. Das kemenatenartige Gebäude steht noch stolz im Ort. Am Weg von Weißbach zur Lückenmühle lag eine kleine Burganlage, die dann später in einen Freihof aufging. Es handelte sich sicherlich um einen befestigten Herrensitz. Reste der Befestigung sind noch erkennbar. 1922 wechselte Remptendorf aus dem Landratsamt bzw. Bezirksverband Greiz zum Kreis Schleiz. Die teils über bayerisches Gebiet verlaufende 110-kV-Leitung Remptendorf-Neuhaus bestand von 1937 bis 1980.
Von 1952 bis 1994 war Remptendorf zum Kreis Lobenstein gehörig.
Bis 1998 war Remptendorf Mitglied der Verwaltungsgemeinschaft Saale-Sormitz-Höhen.
Durch die Gemeindegebietsreform in Thüringen vom 1. Juli 1999 wurde aus den Gemeinden
Altengesees, Burglemnitz, Eliasbrunn, Gahma, Liebengrün, Rauschengesees, Remptendorf (mit Lückenmühle), Ruppersdorf, Thierbach, Thimmendorf und Weisbach die neue größere Gesamtgemeinde Remptendorf gebildet. Die Gemeinde Liebschütz wurde am 29. September 2000 als Ortsteil eingegliedert. Des Weiteren war Remptendorf erfüllende Gemeinde für Burgk, welches sich am 31. Dezember 2019 in die Stadt Schleiz eingemeinden ließ.

### Einwohnerentwicklung
Entwicklung der Einwohnerzahl (Stand jeweils 31. Dezember):
| - 1994: 1.310 - 1995: 1.330 - 1996: 1.326 - 1997: 1.325 - 1998: 1.296 - 1999: 3.825 - 2000: 4.340 | - 2001: 4.299 - 2002: 4.262 - 2003: 4.225 - 2004: 4.187 - 2005: 4.135 - 2006: 4.069 - 2007: 4.004 | - 2008: 3.934 - 2009: 3.888 - 2010: 3.828 - 2011: 3.724 - 2012: 3.675 - 2013: 3.591 - 2014: 3.551 | - 2015: 3.512 - 2016: 3.464 - 2017: 3.419 - 2018: 3.388 - 2019: 3.370 - 2020: 3.366 - 2021: 3.367 | - 2022: 3.333 - 2023: 3.311 - 2024: 3.090 |

 Datenquelle: Thüringer Landesamt für Statistik

## Gemeinderat
Nach der Gemeinderatswahl am 26. Mai 2024 ergab sich für den Gemeinderat folgende Sitzverteilung:
| Partei | CDU | BVE | DLR | Die Linke - SPD | FDP | Gesamt |
| Sitze  | 7   | 5   | 2   | 1               | 1   | 16     |

Die Stimmenanteile sind in nebenstehendem Diagramm dargestellt.

### Wappen

#### Wappen von Thierbach
Blasonierung: „Über blauem Wellenschildfuß in Blau drei symbolisch dargestellte grüne Berge, belegt mit einer Hirschkuh in natürlichen Farben.“
Das vorliegende Wappen wurde 1988 neu gestaltet und wie folgt begründet: Auf altes Tier „Hirschkuh“ geht wohl der Ortsname „Thierbach“ zurück. Dieser Gedanke wurde bei der Neugestaltung des Wappens im Jahr 1988 verwendet. Das Wappen zeigt eine Hirschkuh am Bach; im Hintergrund sind die Berge Wetzstein, Kulm und Henneberg dargestellt.

#### Wappen anderer Ortsteile

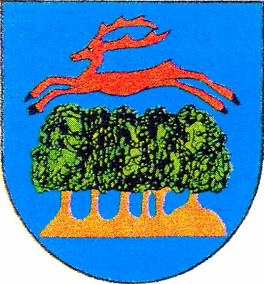
Gahma
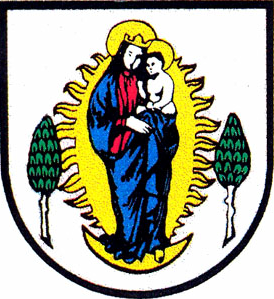
Liebengrün
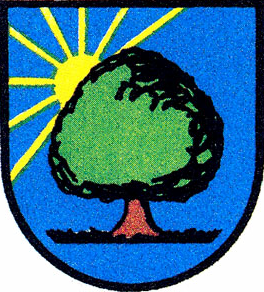
Liebschütz
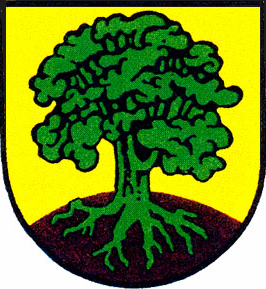
Rauschengesees
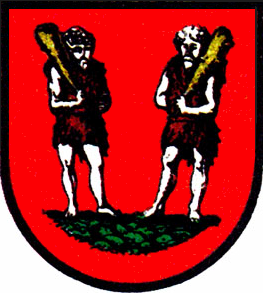
Remptendorf
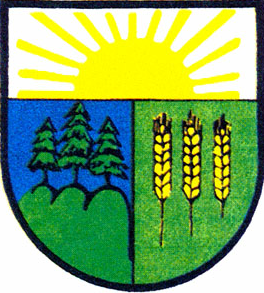
Ruppersdorf
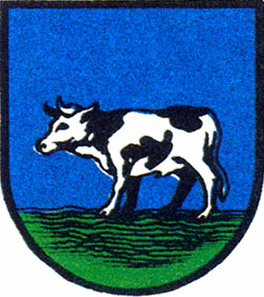
Thimmendorf
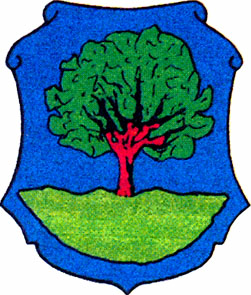
Weisbach

### Gemeindepartnerschaften
Partnergemeinden von Remptendorf sind Waldbüttelbrunn in Unterfranken, Mamming in Niederbayern (aufgrund der Partnerschaft mit dem Ortsteil Thimmendorf) und Waldbrunn (Odenwald) in Baden-Württemberg (aufgrund der Partnerschaft mit dem Ortsteil Weisbach). Ferner ist Głowno in Polen seit 2006 Partnergemeinde.

## Wirtschaft und Infrastruktur
Remptendorf ist seit dem Bau der Reichssammelschiene in den 1930er Jahren Standort eines großen Umspannwerks.

## Kultur und Sehenswürdigkeiten

### Baudenkmale
- Die heutige Kirche, deren Ursprünge auf das 14. Jahrhundert zurückgehen, wurde 1777 barockisiert.
- In der Nähe des Ortsteiles Weisbach befindet sich auf einem nach Norden gerichteten Bergsporn der Schlosskuppe die im 11. Jh. erbaute Wysburg.
- An der ehemaligen Bahnstrecke Triptis–Marxgrün befindet sich im Nordwesten der Gemeinde Remptendorf die imposante Ziemestalbrücke, welche komplett aus Stahl besteht.

### Kulturdenkmale
- Die Bleilochtalsperre bei Gräfenwarth.

### Geschichtsdenkmale
- Ein Gedenkstein auf dem Friedhof erinnert an vier Opfer des Todesmarsches aus dem KZ Buchenwald nach dem KZ Flossenbürg, der im April 1945 durch den Ort getrieben wurde. Auf dem Friedhof des Ortsteiles Lückenmühle erinnern Grabdenkmale an fünf weitere von SS-Männern Ermordete.[10]

## Persönlichkeiten
- Joseph Lindner (* 25. Dezember 1810 in Liebschütz; † 27. März 1875 in Wien), Richter und Politiker, Mitglied der Frankfurter Nationalversammlung
- Friedrich Heinrich Otto Melle (* 16. August 1875; † 26. März 1947 in Berlin), Bischof der evangelisch methodistischen Kirche in Deutschland
- Hermann Scriba (* 15. Januar 1888; † 12. Oktober 1976 in Eisenach), evangelischer Theologe, Rektor des Diakonissen-Mutterhauses Eisenach
- Hermann Heinel (1854–1932), deutscher Gutsbesitzer und Politiker